# Susan Kelechi Watson
Susan Kelechi Watson (nascida em 11 de novembro de 1981) é uma atriz americana. Ela é conhecida por seu trabalho no programa de televisão Louie e por seu papel como Beth Pearson em This Is Us. Ela foi indicada para o Critics 'Choice Television Award de Melhor Atriz Coadjuvante em Série Dramática por este último.

## Infância e educação
Watson nasceu no Brooklyn em 11 de novembro de 1981. Seus pais nasceram na Jamaica. O nome do meio de Watson, "Kelechi", tem origem ibo nigeriana e significa "Graças a Deus".  Watson obteve o diploma de Bacharel em Belas Artes na Howard University e um mestrado em Belas Artes no Programa de Pós-Graduação em Atuação da Tisch School of the Arts.

## Carreira
Watson teve um papel recorrente no programa de televisão Louie de 2012 a 2014. Ela também teve papéis recorrentes em NCIS, The following e The Blacklist. Ela apareceu em uma peça no American Airlines Theatre em Nova York, do dramaturgo Richard Greenberg, intitulada A Naked Girl on the Appian Way em 2005. Desde 2016, ela estrelou a série dramática da NBC This Is Us como Beth Pearson.
Watson interpretou Andrea Vogel no filme biográfico de Fred Rogers, A Beautiful Day in the Neighbourhood, ao lado de Tom Hanks em 2019.

## Filmografia
| Ano        | Título                              | Papel                            | Notas                                                                         |
| ---------- | ----------------------------------- | -------------------------------- | ----------------------------------------------------------------------------- |
| 2004       | Hack                                | Paula                            | Episódio: "Extreme Commerce"                                                  |
| 2004       | The Jury                            | Andrea Davis                     | Episódio: "Lamentation on the Reservation"                                    |
| 2004–2005  | Third Watch                         | Emma St. Claire                  | 12 episódios                                                                  |
| 2005       | Law & Order: Trial by Jury          | Jill Tolbert                     | Episódio: "Blue Wall"                                                         |
| 2007       | Medium                              | Subordinate                      | Episódio: "Joe Day Afternoon"                                                 |
| 2007       | Kidnapped                           | Elle King                        | 3 episódios                                                                   |
| 2007       | Private Practice                    | Beth O'Brien                     | Episódio: "In Which Sam Receives an Unexpected Visitor..."                    |
| 2007       | Alibi                               | Genevieve Egan                   | Filme para televisão                                                          |
| 2007–2008  | NCIS                                | NCIS Intel Analyst Nikki Jardine | 3 episódios                                                                   |
| 2008       | Numb3rs                             | Nina Hunter                      | Episódio: "Pay to Play"                                                       |
| 2004, 2009 | Law & Order                         | Tanya Ware / Thea Curry          | Episódios: "Can I Get a Witness?", "The Drowned and the Saved"                |
| 2010       | Futurestates                        | Tia                              | Episódio: "Tia & Marco"                                                       |
| 2011       | Eden                                | Det. Monica Lopez                | Episódio: Pilot                                                               |
| 2011       | The Good Wife                       | Lauryn Fisher                    | Episódio: "What Went Wrong"                                                   |
| 2013       | Golden Boy                          | April McGee                      | Episódio: "Vicious Cycle"                                                     |
| 2014       | And, We're Out of Time              | Diana                            | Filme para televisão                                                          |
| 2012–2014  | Louie                               | Janet                            | 12 episódios                                                                  |
| 2014       | Royal Pains                         | Naomi                            | Episódio: "I Did Not See That Coming"                                         |
| 2013–2016  | The Blacklist                       | Ellie                            | 4 episódios                                                                   |
| 2014       | The Following                       | Cindy                            | 3 episódios                                                                   |
| 2015       | Blue Bloods                         | Detective                        | Episódio: "Sins of the Father"                                                |
| 2015       | Veep                                | Sue's friend                     | Episódio: "Election Night"                                                    |
| 2015       | Happyish                            | Sandy                            | Episódio: "Starring Rene Descartes, Adweek and HRH the Princess of Arendelle" |
| 2016       | Billions                            | Wilma 'Billie' Keen              | Episódio: "YumTime"                                                           |
| 2016       | Limitless                           | Elo                              | Episódio: "Fundamentals of Naked Portraiture"                                 |
| 2016–2022  | This Is Us                          | Beth Pearson                     | Papel Principal                                                               |
| 2016       | Divorce                             | Victoria Tuckson                 | Episódio: "Counseling"                                                        |
| 2019       | A Beautiful Day in the Neighborhood | Andrea Vogel                     |                                                                               |
| 2022       | Rumble                              | (voz)                            |                                                                               |